# Dept. Q (série de TV)
Dept. Q é um programa de TV escocês de mistério policial desenvolvido por Scott Frank e Chandni Lakhani, inspirado na coleção de obras de Jussi Adler-Olsen. Lançou-se no dia 29 de maio de 2025.

## Trama
O ex-detetive de renome Carl Morck enfrenta casos arquivados enquanto transforma um escritório no porão de Edimburgo em uma máquina cheia de policiais desajustados dedicados a desvendar quaisquer casos.